# Geologia Croatica
Geologia Croatica, hrvatski je znanstveni časopis koji izdaju Hrvatski geološki institut i Hrvatsko geološko društvo. Časopis izlazi od 1911. godine, a izdavač je bilo Geologijsko povjerenstvo za kraljevine Hrvatsku i Slavoniju na inicijativu Dragutina Gorjanovića Krambergera. Prvo izlazi pod nazivom Vijesti geološkog povjerenstva (1911. – 1916.), zatim Vijesti geološkog zavoda (1925. – 1929.), Vjestnik Hrvatskog državnog geološkog zavoda i Hrvatskog državnog geoložkog muzeja (1942. – 1944.), Geološki vjesnik (1947. – 1991.), da bi od 1992. godine do danas kontinuirano izlazio pod nazivom Geologia Croatica.
Časopis objavljuje sve aspekte geoznanosti s naglaskom na problematiku i rezultate istraživanja u području Dinarida, jadransko-sredozemnog područja, Panonskog bazena i pitanja krša. Izlazi tri puta godišnje na engleskom jeziku, u formatu A4, a, osim tiskane verzije, izlazi i elektronička verzija časopisa. U elektroničkom izdanju pristup je slobodan za puni tekst. 

## Vanjske poveznice
- Geologia Croatica Hrvatska tehnička enciklopedija, portal hrvatske tehničke baštine. LZMK